# Paige Hurd
Paige Hurd (Dallas, 20 de julho de 1992) é uma atriz estadunidense. É conhecida por interpretar Tasha no sitcom estadunidense Everybody Hates Chris.

## Biografia
Paige Hurd nasceu em Dallas no Texas. Ela é filha de uma afro-americana. Uma curiosidade é que o falecido cantor DMX era seu padrinho.

## Carreira
Ela foi apresentada em 2005 na comédia Beauty Shop, estrelado por Queen Latifah, e interpreta Tasha, vizinha de Chris, na série de TV produzida por Chris Rock, Everybody Hates Chris. Ela também fez a filha do DMX em Cradle 2 the Grave em 2003, fez um filme sobre um algumas pedras preciosas que caem em mãos erradas, estrelando ao lado de Jet Li e DMX. Paige também apareceu como Denise no filme The Cat in the Hat , um filme de 2003 do gênero comédia  baseado no livro de 1957 de mesmo nome, pelo Dr. Seuss.
Paige começou sua formação como atriz no Dallas Young Actors Studio dirigido por Linda Seto. Paige também fez parceria com Justin Bieber em seu vídeo "Never Let You Go". Ela está estrelando um novo filme chamado "Crosstown", com atores e atrizes bem conhecidos como Vivica A. Fox em 2014 aonde ela fez papel de Yeria na comédia.

## Filmografia
| Filmes    | Filmes                                          | Filmes                          | Filmes           |
| Ano       | Filme                                           | Papel                           | Notas            |
| --------- | ----------------------------------------------- | ------------------------------- | ---------------- |
| 2003      | Cradle 2 the Grave                              | Vanessa                         |                  |
| 2003      | A Cat In The Hat                                | Denise                          |                  |
| 2004      | Time Out                                        | Lauren Martin                   |                  |
| 2005      | Virginia                                        | Ginny                           |                  |
| 2005      | The Adventures of Tango McNorton: Licensed Hero | Sudserella                      | Filme pra TV     |
| 2005      | Beauty Shop                                     | Vanessa Norris                  |                  |
| 2007      | Ben 10: Race Against Time                       | Stephanie                       | Filme pra TV     |
| 2010      | Peep Game                                       | Tresse Hart                     |                  |
| 2013      | Greencard Warriors                              | Jazmine                         |                  |
| 2015      | A Girl Like Grace                               | Andrea                          |                  |
| Televisão |                                                 |                                 |                  |
| Ano       | Título                                          | Papel                           | Notas            |
| 2000      | Felicity                                        | Natasha                         | 1 episódio       |
| 2002      | Boomtown                                        | Grace Adams                     | 1 episódio       |
| 2002      | George Lopez                                    | Little Girl                     | 1 episódio       |
| 2003      | The Division                                    | Chloe                           | 1 episódio       |
| 2005      | The Suite Life of Zack and Cody                 | Contestent (Concurso de Beleza) | 1 episódio       |
| 2005      | Medium                                          | Ashley                          | 1 episódio       |
| 2006-2009 | Everybody Hates Chris                           | Tasha                           | Papel recorrente |
| 2013-2020 | Hawaii Five-0                                   | Samantha Grover                 | Papel recorrente |

## Videografia
| Vídeos | Vídeos                           |
| Ano    | Nome                             |
| ------ | -------------------------------- |
| 2010   | Justin Bieber - Never Let You Go |
| 2012   | Jasmine Villegas - I Own This    |
| 2012   | Nas - Daughters                  |
| 2014   | G-Eazy - I Mean It               |